# Gouvernement Agboyibo
Quatrième République
Kodjo III Mally
Le gouvernement de Yawovi Madji Agboyibo est formé le 20 décembre 2006, quatre jours après la nomination du nouveau premier ministre. Il est composé de 34 ministres, dont six délégués. Plusieurs membres de différents partis d'opposition en font partie.

## Composition

### Premier ministre
| Fonction         | Titulaire | Titulaire             | Parti |
| ---------------- | --------- | --------------------- | ----- |
| Premier ministre |           | Yawovi Madji Agboyibo | CAR   |

### Ministres
Le gouvernement est composé de 35 ministres provenus de cinq partis politiques différents et de groupes de la Société civile. Le parti présidentiel, le rassemblement du peuple togolais, détient le plus de postes (19),.
| Fonction                                                                           | Titulaire                      | Titulaire                | Parti       |
| ---------------------------------------------------------------------------------- | ------------------------------ | ------------------------ | ----------- |
| Ministre d'État                                                                    |                                | Amah Gnassingbé          | UFC         |
| Ministre d'État Ministre des Affaires étrangères et de l'Intégration régionale     |                                | Zarifou Ayéva            | PDR         |
| Ministre d'État Ministre de la Santé                                               |                                | Charles Agba Kondi       | RPT         |
| Ministre d'État Ministre des Mines et de l'Énergie                                 |                                | Léopold Gnininvi         | CDPA        |
| Ministre du Commerce, de l'Industrie et de l'Artisanat                             |                                | Jean-Lucien Savi de Tové | CPP         |
| Ministre des Enseignement primaire et secondaire                                   |                                | Komi Sélom Klassou       | RPT         |
| Ministre des Finances, du Budget et des Privatisations                             | Payadowa Boukpessi             |                          | RPT         |
| Ministre de l'Environnement et des Ressources forestières                          | Issifou Okoulou Kantchati      |                          | RPT         |
| Ministre de la Défense et des Anciens Combattants                                  | Kpatcha Gnassingbé             |                          | RPT         |
| Ministre de la Communication et de la Formation civique                            |                                | Georges Gahoun Hégbor    | CAR         |
| Ministre de l'Aménagement du Territoire et de la Décentralisation                  |                                | Yandja Yentchabré        | RPT         |
| Ministre de l'Agriculture, de l'Élevage et de la Pêche                             | Yves Mado Nagou                |                          | RPT         |
| Ministre de la Sécurité et de la Protection civile                                 | Atcha Titikpina                |                          | RPT         |
| Ministre du Travail, de l'Emploi et de la Fonction publique                        | Katari Foli-Bazi               |                          | RPT         |
| Ministre chargé des Relations avec les Institutions de la République               |                                | Tchessa Abi              | PSR         |
| Ministre de l'Administration territoriale                                          |                                | Arthème Ahoomey-Zunu     | CPP         |
| Ministre de la Coopération et du NEPAD                                             |                                | Gilbert Bawara           | RPT         |
| Ministre de l'Enseignement supérieur et de la Recherche                            |                                | Messan Adjimado Aduayom  | CPDA        |
| Ministre de l'Économie et du Développement                                         |                                | Daniel Klutsè            | Indépendant |
| Ministre des Droits de l'Homme et de la Consolidation de la Démocratie             | Célestine Akouavi Aïdam        | Société civile           |             |
| Ministre de la Culture, du Tourisme et des Loisirs                                 | Gabriel Sassouvi Dosseh-Anyron | NID                      |             |
| Ministre de l'Enseignement technique et de la Formation professionnelle            |                                | Antoine Agbéwanou Edoh   | RPT         |
| Ministre de la Ville et de l'Urbanisme                                             | Komlan Mally                   |                          | RPT         |
| Ministre de l'Eau et des Ressources hydrauliques                                   | Yao Florent Maganawé           |                          | RPT         |
| Ministre des Petites et Moyennes Entreprises et de la Promotion de la Zone franche | Bernard Walla                  |                          | RPT         |
| Garde des sceaux Ministre de la Justice                                            |                                | Séla Polo                | Indépendant |
| Ministre des Affaires sociales et de la Promotion de la Femme                      |                                | Mémounatou Ibrahima      | RPT         |
| Ministre de la Jeunesse et des Sports                                              | Richard Attipoé                |                          | RPT         |

### Ministres délégués
| Fonction | Ministre de tutelle                                                                | Titulaire          | Titulaire               | Parti       |
| --- | ---------------------------------------------------------------------------------- | ------------------ | ----------------------- | ----------- |
| Ministre délégué chargé de l'Équipement, des Transports, des Postes et Télécommunications et des Innovations technologiques | Président de la République                                                         |                    | Kokouvi Dogbé           | RPT         |
| Ministre délégué chargé de la Réconciliation nationale et des Institutions ad hoc                                           | Président de la République                                                         |                    | Massan Loretta Acouetey | Indépendant |
| Ministre déléguée chargée du Secteur informel                                                                               | Ministre des Moyennes et Petites Entreprises et de la Promotion de la Zone franche | Lydia Adanlété     | CDPA                    |             |
| Ministre délégué chargé des Collectivités locales                                                                           | Ministre de l'Administration territoriale                                          |                    | Ouro Bossi Tchakondo    | CAR         |
| Ministre déléguée chargé de la protection de l’enfant et des personnes âgées                                                | Ministre des Affaires sociales et de la Promotion de la Femme                      |                    | Agnélé Christine Mensah | RPT         |
| Secrétaire d'État chargé de la Promotion des Jeunes                                                                         | Ministre de la Jeunesse et des Sports                                              | Gilbert Kodjo Atsu |                         | RPT         |